# 엘마리 웬델
엘마리 웬델(Elmarie Wendel, 1928년 11월 23일 ~ 2018년 7월 21일)은 미국의 배우, 가수, 텔레비전 배우, 영화배우, 연극 배우이다.
아이오와주에서 태어났다.

## 영화
- 로렉스 (2012년) - 그리젤다 고모 목소리 역
- 조지 로페즈 (2002년)
- 어트랙션(스페인어판) (2000년)
- 솔로몬 가족은 외계인 (1996년)
- 사인필드 (1990년)
- 잠수 특전대 (1990년)
- 불사의 육체 (1989년)